# Integrated Device Technology
Integrated Device Technology, Inc. (IDT), va ser una empresa nord-americana de semiconductors amb seu a San Jose, Califòrnia. L'empresa va dissenyar, fabricar i comercialitzar productes semiconductors de senyal mixt de baix consum i alt rendiment per a les indústries de comunicacions avançades, informàtica i de consum. L'empresa comercialitzava els seus productes principalment a fabricants d'equips originals (OEM). Fundada l'any 1980, l'empresa va començar com a proveïdor de semiconductors d'òxid metàl·lic complementari (CMOS) per al segment de negocis de comunicacions i els segments de negoci informàtic. L'empresa es va centrar en tres àrees principals: infraestructura de comunicacions (sense fil i per cable), informàtica d'alt rendiment i gestió avançada de l'energia. Entre 2018 i 2019, IDT va ser adquirida per Renesas Electronics. El juliol de 2009, IDT i Micron Technology van entrar en una aliança per desenvolupar tecnologies d'unitat d'estat sòlid PCI Express per als mercats de servidors, emmagatzematge i incrustats. Durant aquesta aliança, IDT i Micron van desenvolupar conjuntament controladors de flaix empresarials amb una interfície d'amfitrió PCIe optimitzada per als dispositius flaix de Micron i les unitats d'estat sòlid RealSSD de la futura generació.

## Segments de negoci
El segment de comunicacions produeix rellotges de comunicacions, productes RapidIO en sèrie per a aplicacions d'infraestructura d'estacions base sense fil, productes de radiofreqüència, productes de lògica digital, memòries FIFO, processadors de comunicacions integrats, productes de memòria estàtica d'accés aleatori (SRAM), i productes semiconductors de telecomunicacions. Aquest segment comercialitza els seus productes als mercats empresarials, de centres de dades i sense fil.
El segment informàtic ofereix productes de temporització, productes de commutació i ponts PCI Express, interfícies de memòria de servidor d'alt rendiment, productes multiport, productes d'integritat del senyal i productes d'àudio i vídeo per a PC. Els productes informàtics d'aquest segment estan dissenyats per a aplicacions d'escriptori, portàtils, sub-portàtils, emmagatzematge i servidors.
El segment de consumidors ofereix productes per a televisors digitals, telèfons intel·ligents i consoles de jocs mitjançant controladors tàctils, productes de cronometratge, memòria multiport, àudio i dispositius de gestió d'energia.

## Història
El primer producte d'IDT va ser el primer dispositiu de memòria estàtica d'accés aleatori (SRAM) 6116 basat en CMOS de baixa potència i alta velocitat, llançat el 1981, seguit del primer CMOS FIFO introduït el 1982.
El 1993, IDT va entrar al mercat dels rellotges de PC amb una família de dispositius (CV104, CV105, CV107 i CV109) centrats en plataformes d'ordinadors d'escriptori. IDT tenia previst expandir el seu mercat produint un conjunt de dispositius de rellotge per a PC que serveixen a les plataformes d'ordinador portàtils i d'escriptori de nova generació.
El setembre de 2018, Renesas va anunciar la seva adquisició d'IDT per 6.700 milions de dòlars. El 30 de març de 2019, Renesas va completar l'adquisició d'Integrated Device Technology.